# Eurhadina ornata
Eurhadina ornata är en insektsart som beskrevs av Irena Dworakowska 2002. Eurhadina ornata ingår i släktet Eurhadina och familjen dvärgstritar. Inga underarter finns listade i Catalogue of Life.